# Fissidens rufescens
Fissidens rufescens är en bladmossart som beskrevs av Hornschuch 1841. Fissidens rufescens ingår i släktet fickmossor, och familjen Fissidentaceae. Inga underarter finns listade i Catalogue of Life.